# ظواهر فراش الموت
تشير ظواهر فراش الموت إلى طيف من التجارب التي يذكرها الناس الذين يحتضرون. هنالك العديد من الأمثلة عن ظواهر الموت في الأدب غير التخيلي والتخيلي، ما قد يعني أن الثقافات حول العالم لاحظت هذه الأنماط عبر قرون من الزمن، مع أن البحث العلمي الذي تناولها كان حديثا نسبيًا. أُشير لهذه التجارب في المؤلفات العلمية بأنها تجارب حسية متعلقة بالموت (DRSE). أخبر المرضى المحتضرون الطواقم العاملة في مستشفيات الحالات النهائية عن الرؤى المطمئنة التي راودتهم.ويعد العلماء المعاصرون أن ظواهر فراش الموت والرؤى بمثابة هلوسة.

## رؤى فراش الموت
وصفت رؤى فراش الموت منذ العصور السحيقة، ولكن لم تُجر أي دراسة منظمة عنها حتى القرن العشرين. وقد سميت هذه الرؤى أيضا بالرؤى الصادقة، ورؤى الاحتضار، ورؤى ما قبل الموت. جمع الطبيب ويليام باريت -مؤلف كتاب رؤى فراش الموت الصادر عام 1926- شهادات أناس ادعوا رؤيتهم أطياف من فقدوا من أصدقاء وأقارب، وسماعهم موسيقى، إضافةً إلى ظواهر أخرى. كان باريت روحانيًا مسيحيًا، واعتقد أن هذه الرؤى تعد دليلًا على التواصل الروحي.
في دراسة أُجريت ما بين عامي 1959 و1973، بوساطة عالمي النفس الموازي كارليس أوسيز، وإيرليندور هارالدسون، توصل الباحثان إلى أن ما نسبته 50% من عشرات الآلاف الذين شملتهم الدراسة في الولايات المتحدة والهند قد اختبروا رؤى الموت. أوسيز وهارالدسون وعلماء آخرون من صنفهم، مثل رايموند مودي، ارتأوا أن هذه النتائج تعد دليلًا على وجود الحياة الآخرة.
استهدفت أبحاث في مجالات الرعاية النهائية والتلطيفية تأثير ظواهر فراش الموت في المحتضرين وذويهم والطواقم العاملة في هذه المجالات. في 2009، وُزّع استبيان على 111 من الأفراد العاملين في برنامج ايرلندي للرعاية النهائية يستفسر؛ هل صادفوا أفرادًا من الطاقم أو المرضى من الذين اختبروا ظواهر ما قبل الموت؟. كان أغلب المشاركين قد أعلِموا عن رؤى فراش الموت من قبل المريض أو ذويه. بدا محتوى هذه الرؤى مطمئنًا للمريض وذويه في كثير من الأحيان بحسب وصفهم. وجدت دراسة أخرى أن ظواهر فراش الموت ترتبط بدرجة شائعة مع الموت بسلام وأنه بصفة عامة، لا يتم الإفصاح عنها بوساطة المرضى وعوائلهم خوفًا من الإحراج وعدم تصديق الطاقم الطبي لهم.
في استجابة لهذه البيانات النوعية، تنمو حركة في مجال الرعاية التلطيفية تركز على «التعاطف والاحترام من مقدمي رعاية نهاية الحياة» في ما يتعلق بظواهر فراش الموت.

## التحسن الأخير
في بعض الأحيان، يستعيد الأفراد الذين يعانون من الاعتلالات العقلية، الذين عادة ما يكونون ضحايا لأمراض التآكل العصبي، يستعيدون وظائفهم الإدراكية لفترة وجيزة قبل الموت.

## التقييم العلمي
بحسب رونالد ك. سيجل، العالم والباحث المرموق في علم النفس الدوائي، هناك درجة تشابه كبيرة بين رؤى فراش الموت والهلوسة التي تكون العقاقير سببًا لها. تحتوي الهلوسة التي سببها العقاقير على صور لمخلوقات غير دنيوية ولأصدقاء وأقارب متوفين. وصف بعض العلماء ممن درسوا حالات ظواهر فراش الموت الوجود المرئي والصوتي والحسّي للأقارب المتوفين أو الكائنات الملائكية في أثناء الاحتضار بأنه هلوسة. نُظّر لهذه الهلوسة بتفسيرات عدة، متضمنةً، مثلًا: نقص التأكسج الدماغي، والارتباك، والهذيان، وفشل أجهزة الجسم (مثل الجهاز البولي، والكبد، والجهاز التنفسي)، ورد فعل عقلي تجاه التوتر.
عندما يصاب الجسم، أو يتوقف القلب، حتى إن كانت ذلك مدة وجيزة، يُحرم الدماغ من الأوكسجين. يمكن أن تتسبب فترة وجيزة من نقص التأكسج الدماغي باعتلال في الوظيفة العصبية. ويُرى أن لهذا الاعتلال العصبي تأثير المسبب لرؤى فراش الموت.